# Ulurumyia macalpinei
Ulurumyia macalpinei (лат.) — вид мух, единственный в составе рода Ulurumyia и семейства Ulurumyiidae (Diptera, Oestroidea). Эндемики Австралии. Живородящие копрофаги. Видовое название дано в честь диптеролога Дэвида МакАльпина (David K. McAlpine), собравшего типовую серию. Родовое название Ulurumyia происходит от аборигенного названия массивной оранжево-коричневой скалы Улуру (Uluru, Ayers Rock) и греческого корня «myia» (муха).

## Распространение
Австралия: юго-восточные штаты Виктория и Новый Южный Уэльс.

## Описание
Мелкие мухи (длина около 5 мм) сероватого и жёлто-бурого цвета (голова и ноги светлее). Самцы: длина тела 3,5—4,0 мм, длина крыла 2,8—3,5 мм. Самки: длина тела 4,0—5,5 мм, длина крыла 3,5—5,0 мм. Копрофаги с облигатным лецитотрофным личиночным живорождением (unilarviparity). Размножается в навозе, но не известно из навоза какого конкретно австралийского млекопитающего. Вид был впервые описан в 2017 году датскими энтомологами Verner Michelsen и Thomas Pape (Natural History Museum of Denmark, Копенгаген, Дания).